# Иванов, Аполлон Алексеевич
Аполлон (Аполлос) Алексеевич Иванов (?—1844) — генерал-майор, профессор Николаевской военной академии, начальник Каспийской области.

## Биография
Происходил из дворян Санкт-Петербургской губернии.
Образование получил в 1-м кадетском корпусе, из которого выпущен в 1816 году прапорщиком в 3-ю гренадерскую артиллерийскую бригаду. В следующем году был прикомандирован к Свите Его Величества по квартирмейстерской части. В 1827 году переведён в Гвардейский Генеральный штаб.
В 1829 году Иванов отправился на театр русско-турецкой войны в качестве старшего адъютанта главного штаба 2-й армии. Принимал участие в осаде Силистрии, в сражении при Кулевчи, взятии Сливно и Адрианополя; за отличия против турок был произведён в капитаны.
В 1831 году Иванов был назначен старшим адъютантом штаба действующей против поляков армии и в этой должности сражался во многих делах в Польше: штурме Варшавских предместий, на Гроховских полях, под Минском, при Остроленке, причём за отличие в последней битве получил чин полковника.
По окончании военных действий Иванов получил должность обер-квартирмейстера 2-го пехотного корпуса, но находился на ней недолго, поскольку 22 августа следующего года перешёл в только что учреждённую Военную академию штаб-офицером для начальствования над обучающимися в академии офицерами, а 1 ноября 1833 года занял профессорскую кафедру по курсу обязанностей офицеров Генерального штаба и военной администрации, которую занимал почти восемь лет. Во время службы в академии Иванов написал ряд работ по военной администрации и для кафедры военной истории составил описание войны 1830—1831 годов против польских мятежников.
23 января 1841 года Иванов завершил службу в академии, поскольку был назначен исполняющим дела обер-квартирмейстера Отдельного Кавказского корпуса, в следующем году произведён в генерал-майоры и назначен начальником Каспийской области с состоянием по армии. Принимал участие в походах против горцев.
Скончался 16 сентября 1844 года в Шемахе от апоплексического удара.
Среди прочих наград Иванов имел орден св. Георгия 4-й степени, пожалованный ему 11 декабря 1840 года за беспорочную выслугу 25 лет в офицерских чинах (№ 6233 по кавалерскому списку Григоровича — Степанова).
Его сын Владимир с отличием участвовал в русско-турецкой войне 1877—1878 годов и впоследствии был генерал-лейтенантом.

## Награды
- Орден Святой Анны 2-й степени (22 марта 1831)[1],[2]
- Орден Святого Станислава 2-й степени (22 августа 1831)[1],[3]
- Орден Святого Владимира 3-й степени (18 апреля 1837)[1],[4]
- Орден Святого Георгия 4-й степени за 25 лет беспорочной службы в офицерских чинах (11 декабря 1840)[1],[5]
- Знак отличия за XXV лет беспорочной службы (1843)[1]